# Увяз
Увяз — село в Шиловском районе Рязанской области в составе Занино-Починковского сельского поселения.

## Географическое положение
Село Увяз расположено на Окско-Донской равнине в 43 км к северо-востоку от пгт Шилово. Расстояние от села до районного центра Шилово по автодороге — 53 км.
Через село Увяз протекает река Увязь (приток реки Оки), давшая ему свое название. К северо-западу от села расположен карьер и урочище Шемякино (бывшая деревня). К северу и северо-востоку — урочища Горелое Болото, Лаптево и Заря (бывший поселок); с этой стороны и с юга от села находятся большие лесные массивы. Ближайшие населенные пункты — села Занино-Починки, Большие Пекселы и деревня Шемякино.

## Население
| 1859 | 1897  | 1906  | 2010 |
| ---- | ----- | ----- | ---- |
| 1083 | ↗1982 | ↘1676 | ↘79  |

По данным переписи населения 2010 г. в селе Увяз постоянно проживают 79 чел. (в 1992 г. — 108 чел.).

## Происхождение названия
В источниках вплоть до начала XX в. наименование села и речки имеет форму Увес, Увез. Населенный пункт был назван по речке у истоков которой расположен. Происхождение гидронима не установлено.

## История
Первое упоминание о деревне Увяз (Увес) содержится в писцовых книгах за 1617 г. Деревня Увес принадлежала в то время помещику Ефрему Даниловичу Огарёву, которому была пожалована царем Михаилом Федоровичем (1613—1645) за «московское осадное сидение» в годы Смуты.

После смерти Е. Д. Огарёва в 1625 г. его вдова, Анна Матвеевна (урождённая княжна Вадбольская), продала деревню Увес великой инокине Марфе Ивановне (в миру — Ксении Ивановне Шестовой, матери царя Михаила Федоровича) 
«с боярским двором, и со крестьяны, и со крестьнскими дворы, и с пашнею, и с сенными покосы, и с лесы, и с болоты, и с озеры, и с истоки, и с бортными ухожеи, и с луги, и с рыбными ловлями, и с пустошьми, и со всякими угодьи, что к той деревне и к пустошам потягло, куда ходил плуг и соха и коса, и топор по старым межам, а в деревне Увесе двор боярской, а на дворе хором горница с комнатою да промежь их сени, да баня, да погреб, да клеть, да житница, да конюшни, да крестьянских 29 дворов… Да к той же деревни к Увесу 2 пустоши: пустошь Злобинская да пустошь Конисеева…пашни средние земли доброю землею с наддачею 72 четверти в поле, а в дву потомуж; а взяла есми я вдова Анна князь Матвеева дочь Вадбольскаго у государыне великой старице иноке Марфе Ивановне за тое свою вотчину за деревню Увес и за пустоши и со всеми угодьи 800 рублев денег, да по полкамка червчата куфтерь».

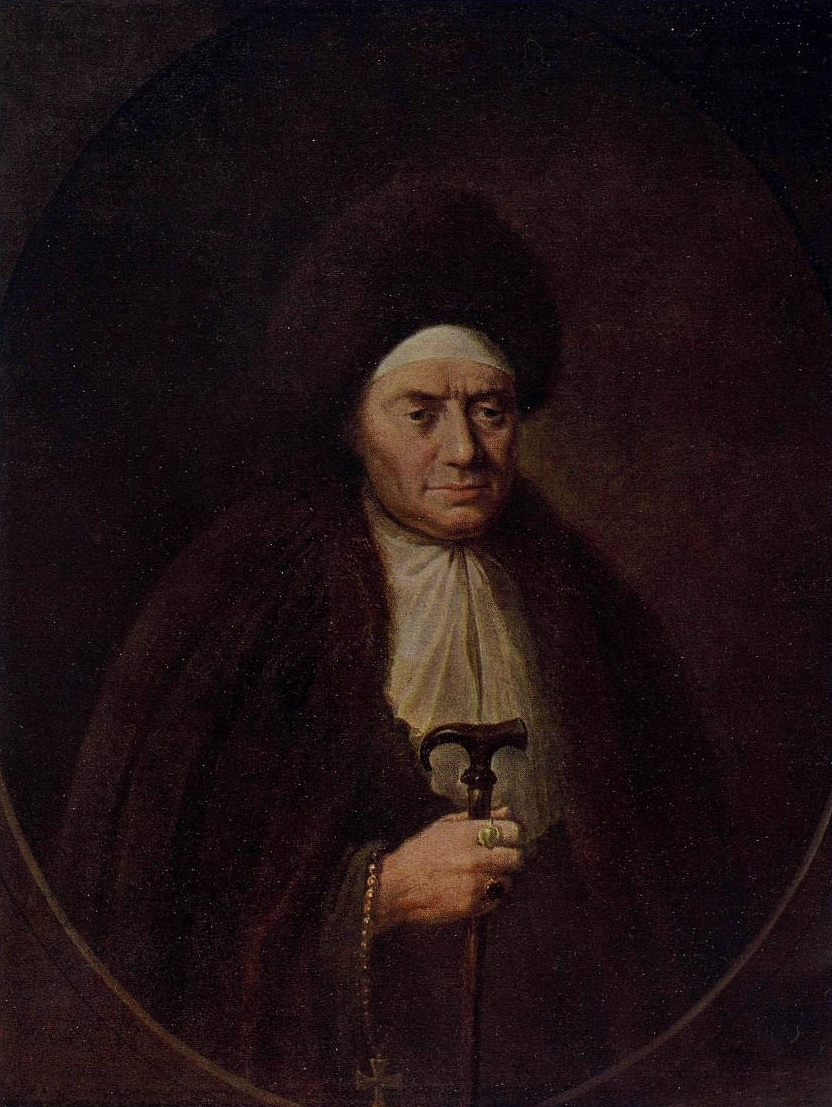
Великая инокиня Марфа Ивановна (в миру – Ксения Ивановна Шестова; +1631 г.), владелица села Увяз, мать царя Михаила Федоровича Романова (1613 – 1645).

В том же 1625 г. великая инокиня Марфа Ивановна отдала «купленную свою вотчину, Касимовскаго уезда, в Борисоглебском стану, деревню Увес со крестьяны и с пашнею и с сенными покосы и с лесы и с болоты и с озёрами и с истоки и с бортными ухожьи и с рыбными ловлями и с пустошьми и со всем угодьем, что к той деревни и пустошам изстари потягло, куда ходил плуг и соха и топор и коса, по старым межам» Московскому Новоспасскому монастырю, где и была похоронена после своей кончины в 1631 г.

В 1629 г. специальною грамотой царя Михаила Федоровича, присланной касимовскому воеводе Захарию Шишкину, крестьяне деревни Увеса Новоспасского монастыря были освобождены от несения государственного тягла и платежа податей: 
«из окладу тое деревню Увес велели выложить… С деревни Увеса наших денежных доходов ямских и приметных денег и за городовое и за засечное и за ямчужное дело и за посошный корм и за медвеной оброк денег… править не велел… и вперед с тое деревни Увеса наших ни каких денежных доходов имать не велел же».
Согласно писцовым книгам Шацка и Касимова за 1658—1659 гг. деревня Увес значится среди вотчин Московского Новоспасского монастыря, где кроме монастырского двора числилось 32 двора крестьянских и 16 бобыльских, а людей в них 119 человек.

По окладной книге 1676 г. Увез значится уже селом с храмом Святителя Николая Чудотворца (Никольской церковью), где показаны 
«у тое церкви двор попа Петра, да прихоцких 14 дворов крестьянских, 6 дворов бобыльских… Да по скаске попове церковной земли 3 осьмины в поле, а в дву по томуж, сеннаго покосу 15 копен; по окладу данных денег 29 алтын пол-шесты денги».
В 1764 г., в результате секуляризационной реформы императрицы Екатерины II (1762—1796) все церковные вотчины были включены в общий состав государственного земель, а крестьяне монастырских сел и деревень переданы в правительственное ведомство и стали называться экономическими.
В 1781—1787 гг. в селе Увез на месте старого ветхого был построен новый деревянный храм святителя Николая Чудотворца (Никольская церковь). В 1844 г. под церковью был устроен каменный фундамент, а в 1878 г. перестроена колокольня и расширена трапезная, в которой устроили придел во имя святого Архангела Михаила.
В «Списках населенных мест Рязанской Губернии» за 1859 г. село Увез значится казенным с православной церковью, расположено при речке Увезе и двух прудах. Число дворов — 147, число жителей — 1083, в том числе мужского пола — 532, женского — 551.

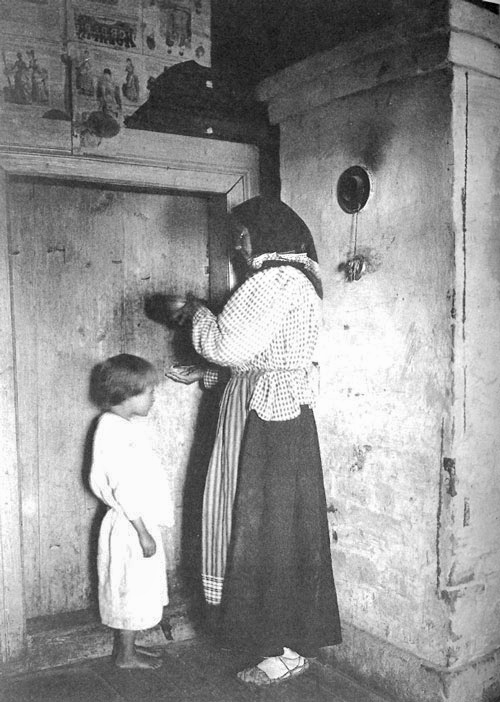
Знахарка лечит ребёнка наговоренной водой, Увяз (1914 г.)

В 1882 г. в Никольской церкви села Увез был поставлен новый иконостас, а стены украшены живописью. К 1891 г. за Никольской церковью числилось 3 десятины усадебной земли, 36 десятин пахотной и 5 десятин луговой. В состав прихода входили село Увез с 262 дворами и деревня Шемякино с 33 дворами, в коих проживало 942 души мужского и 1007 душ женского пола, в том числе грамотных мужчин — 280, женщин — 44. В причте Никольской церкви по штату 1885 г. были положены 1 священник, 1 диакон и 1 псаломщик.
По переписи 1897 г. в селе Увез числилось 285 дворов, в которых проживало 794 душ мужского и 847 душ женского пола. За селом числилось 2 349 десятин надельной земли (в среднем по 4,6 десятины на душу). Из промышленных и торговых заведений в селе имелись 3 винные лавки, хлебный магазин, мельница, маслобойня, 2 кирпичных, 2 смоляных и 3 дегтярных завода. Имелась своя земская приходская школа, в которой обучалось 38 мальчиков. В селе насчитывалось 40 плотников, 10 колесников, 2 делают разсохи, 11 корыта, 2 тележника, 5 столяров, 9 бондарей, человек 30 нанимались обрабатывать чужие наделы. Имелось 15 сельских работников, 17 чернорабочих, 6 поденщиков, 1 шерстобит, 1 мерлушник, 1 печник, 1 лесопромышленник, 2 полесника, 4 ломовых извощика, 4 пастуха и 1 сторож. Из женщин 12 поденщиц ходили на работу к купцу Лаптеву, были ещё 1 работница и 1 кухарка.
Богатейшим жителем села был купец-лесопромышленник Дмитрий Петрович Лаптев, занимавшийся лесозаготовками. Помимо собственного каменного дома в селе Увяз, ему принадлежали лесопильный завод с хутором «Тройная яма» (соврем. пос. Заря), контора и лесная сторожка. На хуторе Лаптева постоянно проживало 40 мужчин и 15 женщин.
Революция 1917 г. началась в селе Увяз одновременно с возвращением на родину фронтовиков, нередко приходивших в село с оружием. В июле 1917 г. крестьяне села Увяз самовольно захватили церковные земли и покосы купца Д. П. Лаптева. К весне 1918 г. конфискация и земельный передел нетрудовых земель между местными крестьянами был, в основном, завершен.
Однако проведение мобилизации в Красную Армию, продовольственная политика большевистского правительства и злоупотребления в ходе её осуществления комбедами и продотрядами привели к мощнейшему крестьянскому восстанию 2—9 ноября 1918 гг. В восстании участвовали и крестьяне села Увяз. Отряды повстанцев были плохо организованы и почти безоружны. Оружием им служили охотничьи ружья и винтовки, отнятые у железнодорожной охраны. 2 ноября солдатским собранием Занино-Починковской волости было создано правление, первым постановлением которого было предписано задерживать всех сочувствующих коммунистам, разрешалась свободная торговля. По селам был разослан приказ, предписывавший немедленно отобрать у бывших комбедов документы. Тем не менее, основная масса участников выступления, выплеснув свой гнев, разошлась по домам. К 9 ноября 1918 г. основные очаги восстания были ликвидированы властями.

## Достопримечательности
- Усадебный дом купца Д. П. Лаптева. Построен в кон. XIX в. В советское время использовался как школа, клуб. Руинирован.
- Фамильная часовня-склеп семьи земских врачей Французовых. Построена в начале XX в. на сельском кладбище. Руинирована.[12][13]
- Часовня святого пророка Илии. Построена в 2000 г. по инициативе и на средства генерал-майора милиции А. А. Яшкина у сельского кладбища на месте бывшей здесь ранее деревянной Никольской церкви.[13][14]

## Известные уроженцы
- Петр Михайлович Журавлев (1901+1974 гг.) — генерал-майор, советский военный деятель.
- Полина Андреевна Ульянова (1918+2007 гг.) — оперная певица (меццо-сопрано), заслуженная артистка РСФСР. Выпускница Московской консерватории, с 1947 по 1975 гг. — солистка Новосибирского театра оперы и балета.
- Виктор Никитович Фокин (1922+2010 гг.) — младший сержант, командир отделения 801-го стрелкового полка, Герой Советского Союза (1944 г.).
- Анатолий Александрович Яшкин (род. 1951 г.) — генерал-майор милиции, в 1994—1996 гг. заместитель начальника Главного управления по борьбе с организованной преступностью МВД РФ.